# Mosapramine
Mosapramine (Cremin) là một thuốc chống loạn thần không điển hình được sử dụng ở Nhật Bản. Nó là một chất đối kháng dopamine mạnh có ái lực cao với các thụ thể D2, D3 và D 4, và có ái lực trung bình đối với các thụ thể 5-HT 2.